# Río Litani
El río Litani (transliterado en árabe: Nahr al-Līţānī; nombre clásico: Leontes) es un importante río del Líbano en particular y de la región de Oriente Próximo en general. Nace al oeste de Baalbek en el fértil valle de la Becá y desemboca en el mar Mediterráneo al norte de Tiro, una de las principales ciudades del Líbano. Con algo más de 140 km, es el río más largo que nace y fluye dentro de las fronteras del «País de los Cedros». La mayor parte de su cuenca fluvial estuvo bajo ocupación israelí durante la ocupación de la operación Litani en 1978 y en la guerra del Líbano de 1982  a 2000. Es la principal fuente de agua del sur del Líbano.

## Vertiente sur
Tras discurrir hacia el sur de manera paralela a la frontera siria, al acercarse al norte de Israel y los Altos del Golán, el curso del río gira drásticamente hacia el oeste. Cerca de esta curva, el Litani se acerca a 5 km del río Hasbani y a 4 km de la frontera israelí. 

## Qasimiyeh
La porción de río que fluye hacia el oeste se llama Qasimiyeh. Este curso de agua atraviesa de este a oeste, las gobernaciones de Líbano Sur y Nabatiye. La región de Qasmieh-Ras-el-Aïn, bañada con las aguas de la parte baja del río mediante canales de irrigación, de sur a norte, es una de las zonas irrigadas más grandes del país, que abarca unas 3264 hectáreas, compartida con unos 1257 granjeros, que cultivan cítricos y plátanos (Raad 2004). Para el tramo entero del Qasimiyeh hasta la desembocadura en el Mediterráneo, el Litani permanece casi paralelo a la frontera con Israel (a una distancia de unos 29 km) y muy alineado a la paralela este-oeste.

## Presa

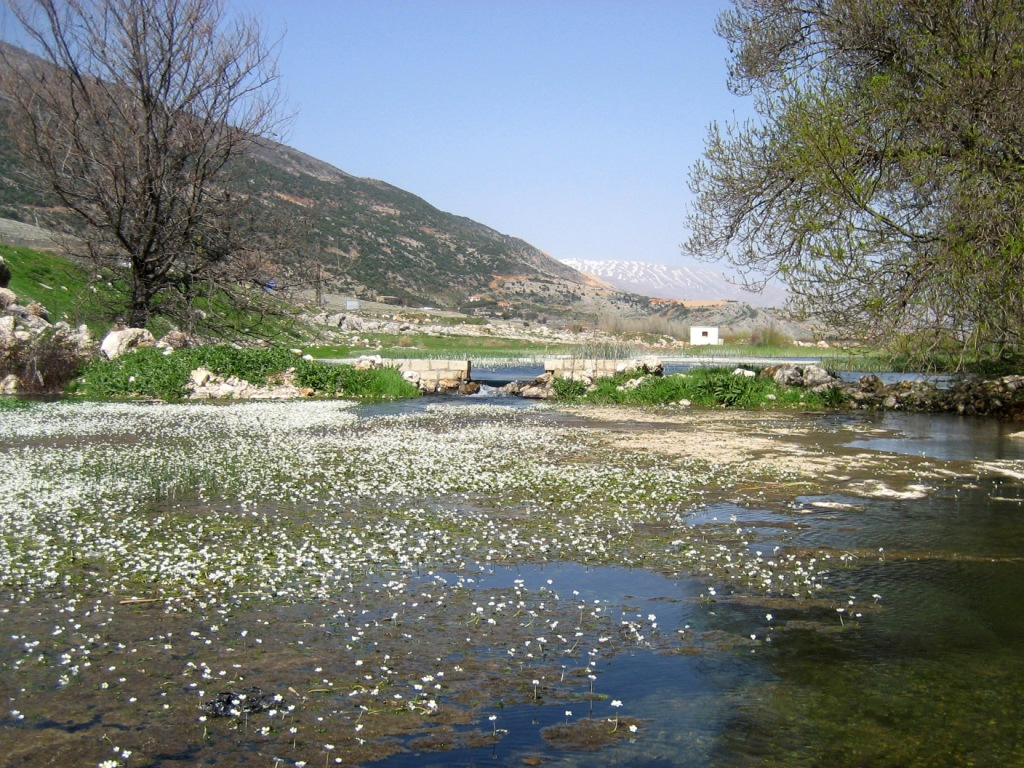
Marismas de Aammiq (Beqaa) en primavera.

El lago Qaraoun es un lago artificial de unos 11 km cuadrados, fue creado por la presa del río Litani, de 60 metros de altura y 1350 metros de longitud, que fue acabada en 1959. Un canal de 6503 metros transporta el agua a una estación subterránea con transformadores donde se genera un máximo de 185 megavatios de electricidad, lo que conforma el mayor proyecto hidroeléctrico del Líbano. La presa fue pensada para proporcionar con el tiempo irrigación a 31 000 hectáreas de tierras de cultivo en el Sur de Líbano y 8000 hectáreas en el valle de la Becá. La oficina está en el extremo sur del largo en el lado izquierdo. El lago tiene un hotel y un cierto número de restaurantes especializados en trucha fresca.